# Little Wound
Little Wound (? – 1902/1903):166  var en oglala lakota høvding for Cut-off gruppen efter 1870.:211  Han var leder af en af lejrene, der deltog i massakren på et stort jagthold pawnees i 1873.:153  Som en af flere lakota høvdinge repræsenterede han sit folk under forhandlinger med USA. Han var bl.a. i Washington som medlem af en lakota delegation i 1875:104  og igen i 1880.:73 

## Little Wound – ud af en høvdingefamilie
Little Wound førte en tradition blandt familiens mandlige medlemmer om at opnå høvdingestatus videre på tredje generation. Hans bedstefar var oglalaen Stone Knife, der som noget nyt indførte brugen af hestehaler i hunka lowanpi ceremonien:195  i 1805.:198  Hans far var oglala høvding Bull Bear, som den senere oglala høvding Red Cloud fra Bad Face gruppen skød og dræbte:69  under et internt opgør i 1841 eller 1842.:65  Drabet førte til et næsten livslangt had mellem de to ledere.:211 

## I Massacre Canyon
Little Wound’s lejr af oglalaer deltog i en sommerjagt på prærien udenfor Det Store Sioux Reservat i 1873. Uden at blive stillet hindringer i vejen af rute-agent Antoine Janis lod Little Wound lejrens krigere ride af sted med klare intentioner om at angribe en opdaget jagtlejr pawnees tæt ved Republikan River, Nebraska.:153  Det er uklart om Little Wound personligt tog del i massakren om morgenen den 5. august.:158 

## I søgen efter Crazy Horse
Little Wound, Red Cloud og American Horse fulgtes med soldater fra Camp Robinson ned til oglala høvding Crazy Horses lejr 10 km fra militærstationen den 4. september 1877. Hæren ville bringe ham ind til Camp Robinson, hvor det i hemmelighed var besluttet at fængsle ham. De fandt en øde lejrplads.:232 

## Ghost dance-bevægelsen
I 1889 deltog Little Wound i et rådsmøde, der anbefalede en nærmere undersøgelse af den nye åndedans-bevægelse, der vandt frem blandt flere stammer.:820  Efter Wounded Knee massakren i december 1890 arbejdede han for at undgå flere konfrontationer mellem hæren og visse lakota grupper.:887 

## De sidste år
De sidste år af sit liv forsynede Little Wound den interesserede James R. Walker med oplysninger, til tider tøvende, om lakotaernes traditionelle samfund og livsanskuelser. Han så forandringerne omkring sig i Pine Ridge reservatet, South Dakota, uden at forstå meningen med dem; men han var klar over, at ingen af stammens unge ønskede del i hans dybe viden om gamle dage.:198 